# Martin Schongauer
Martin Schongauer , né vers 1445/1450 à Colmar et mort en 1491 à Vieux-Brisach, est un peintre et graveur alsacien de la fin du Moyen Âge. Graveur germanique le plus célèbre avant Dürer, il est l'un des premiers artistes à acquérir une reconnaissance à l'échelle européenne.

## Biographie

### Famille
Il est le fils de Caspar Schongauer, un orfèvre originaire d'Ausgsbourg ayant acquis le droit de bourgeoisie à Colmar en 1445.

### Formation
En 1465, le jeune Martin Schongauer est inscrit à l'université de Leipzig avant de suivre une formation itinérante dont on sait peu de choses.
Après un possible passage à Nuremberg dans l'atelier d'Hans Pleydenwurff, il se serait rendu dans les Pays-Bas méridionaux où il aurait été en contact direct avec l'art des peintres de cette région (Hans Memling, Dirk Bouts, Rogier van der Weyden). L'hypothèse selon laquelle Schongauer aurait séjourné à Beaune, en Bourgogne, et y aurait copié à la plume le Jugement dernier de Rogier van der Weyden est désormais entièrement remise en question par la recherche actuelle. En effet, le dessin semble avoir été fait d'après une source secondaire, et non directement d'après le retable. De la même manière, l'hypothèse d'un séjour en Espagne semble aujourd'hui complètement écartée.
Bien qu'il fût peut-être l'élève d'un peintre alsacien (peut-être Caspar Isenmann de Colmar), Martin Schongauer rapporte de ses voyages une connaissance approfondie de l'art flamand du XVe siècle qu'il intègre avec beaucoup de finesse à un style pictural joignant l’expressionnisme et l'idéalisme du gothique international au naturalisme de la Renaissance nordique.
De retour à Colmar vers 1470, Schongauer y exécute La Vierge au buisson de roses (1473) et fait l'acquisition de la maison dite « Au Cygne » (1477).

### Atelier
Le peintre Hans Burgkmair fut son élève entre 1488 et 1490. Et le monogrammiste AG travailla lui-aussi certainement dans l'atelier du maître. Cependant aucune documentation concernant l'atelier de peinture et de gravure de Schongauer n'est connue actuellement.
Albrecht Dürer l'Ancien envisage de placer son fils, Albrecht Dürer en apprentissage à Colmar, mais pour des raisons inconnues le projet reste sans suite. Grand admirateur de Martin Schongauer, Albrecht Dürer, s'inspirera durant toute sa carrière de l'oeuvre de son prédécesseur.

## Œuvre
Les œuvres les plus célèbres de Schongauer sont les retables de Jean d'Orlier (musée Unterlinden, Colmar) et de La Vierge au buisson de roses (église des Dominicains, Colmar). Ce dernier tableau est considéré par beaucoup comme un chef-d'œuvre de la peinture allemande en raison de son caractère harmonieux, délicat et équilibré, et de la finesse de sa composition (dont la perception cependant est aujourd’hui faussée par le fait que le tableau, à l'origine rectangulaire et de dimensions colossales, a été par la suite découpé des quatre côtés) et de son coloris. Les musées de Berlin, de Vienne (Autriche) et de Munich possèdent quant à eux de petits tableaux, représentant eux aussi des motifs religieux.
La cathédrale de Vieux-Brisach (ville dont le peintre acquit le droit de bourgeoisie en 1489) est ornée de ses fresques représentant le Jugement dernier, sa dernière œuvre, inachevée et très dégradée, mais qui n'en est pas moins impressionnante par ses grandes dimensions (v.1489-1491).
Martin Schongauer a été surnommé « le beau Martin » (Hübsch Martin - orthographes alternatives Hüpsch ou Hipsch, litt. « beau Martin »), en raison de la grâce et du fini de son travail, mais plus probablement encore en raison du raccourcissement de son patronyme en Martin Schön (schön = beau).

### Peintures
Liste des peintures de Martin Schongauer
Seules sept œuvres peintes sur panneaux sont attribuées à Martin Schongauer, trois retables monumentaux et quatre petits panneaux de dévotion privée. À celles-ci s'ajoutent les fresques du Jugement dernier de la cathédrale Saint-Étienne à Vieux-Brisach. Aucune de ses peintures n'est signée.
- 1473 : La Vierge au buisson de roses, église des Dominicains, Colmar ;
- vers 1470-1475 : La Sainte Famille, tempera sur bois, 26 × 17 cm, Alte Pinakothek, Munich ;
- vers 1480 : le retable des Dominicains (musée Unterlinden, Colmar, huile sur sapin), triptyque présentant la Passion du Christ (seize panneaux en intérieur) et les Sept Joies de la Vierge (huit peintures extérieures)[7] ;
- vers 1480 : L'Adoration des Bergers, tempera sur bois, 37,5 × 28 cm, Gemäldegalerie, Berlin ;
- vers 1470-1475 : Retable de la Vierge (Retable d'Orlier) (musée Unterlinden, Colmar, huile sur sapin) qui provenant de la commanderie des Antonins d'Issenheim[8] ;
- vers 1485-1490 : Vierge à l'Enfant à la fenêtre, huile sur panneau, 16,5 x 11 cm, Los Angeles, The J. Paul Getty Museum[9]
- vers 1480-1490 : Sainte Famille, huile sur panneau de hêtre, 26,3 cm × 17,2 cm, Vienne, musée d'histoire de l'art de Vienne, .

#### Peintures précédemment attribuées à Martin Schongauer
- Crucifixion avec Marie, Saint Jean et le donateur, bois 42 x 58 cm, Musée Jeanne d'Aboville de La Fère

### Gravures
Les 115 gravures attribuées à Martin Schongauer, et exécutées vraisemblablement entre 1470 et 1480, eurent un énorme impact sur la création artistique européenne à la fin du 15e siècle. Elles offraient un formidable répertoire de formes, transposés dans toutes les techniques et adaptées sur tous les supports. De nombreux artistes s'en inspirèrent, comme Albrecht Dürer, Michel-Ange, Gérard David, Israhel van Meckenem, etc.
Plusieurs artistes s'en servirent pour l'apprentissage par l'assimilation du motif. Ils firent preuve de degrés d'appropriation et de créativité variés. L'Ecole des Beaux-Arts de Paris conserve, par exemple, un dessin représentant Sainte Catherine (plume et encre noire, 21,2 × 13,6 cm), peut-être produit dans l'atelier de Schongauer lui-même. Sa mise en page et son style rappellent un grand nombre de figures de l'œuvre gravé de l'artiste, en particulier la série des Saintes, exécutée en gravure par Schongauer entre 1480 et 1485.
- vers 1470-1475 : La Tentation de saint Antoine, gravure au burin sur cuivre[12], dont Michel-Ange s'inspire pour Le Tourment de saint Antoine ;
- vers 1470-1475 : La Vierge au perroquet[13], gravure au burin sur cuivre, 15,2 × 9,9 cm.
- vers 1475 : Saint Martin partageant son manteau, gravure au burin sur cuivre.
- vers 1475-1480 : Ecce Homo, gravure au burin sur cuivre, scène de la Passion du Christ[14] ;
- vers 1475-1480 : Le Grand Portement de Croix, burin sur cuivre, Musée Wittert, Liège, inv. 39076[15];
- vers 1480 : Saint Sébastien, gravure au burin sur cuivre, 15,5 x 11,2 cm[16] ;
- vers 1480-1485 : Deux Hommes marchant de compagnie, gravure au burin sur cuivre[17].

## Influence et postérité

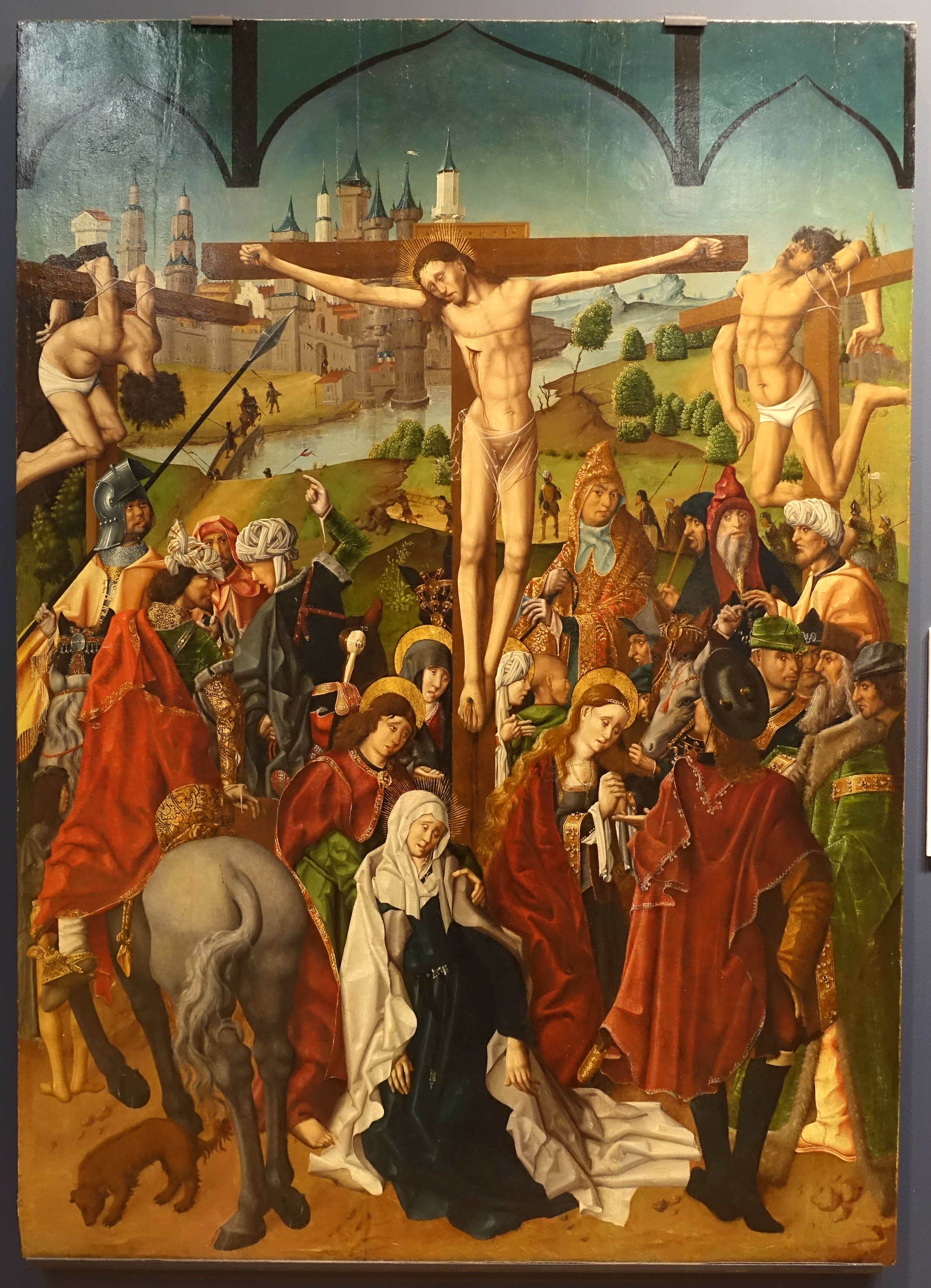
La Crucifixion du Maître Bartolomé ou élève, inspiré de la gravure de Martin Schongauer appelée Le Grand Portement de croix. 1480-1488, University of Arizona Museum of art, Tucson, AZ.

### Espace germanique
Il constitue un modèle pour les artistes de Nuremberg ; les premiers burins de Dürer sont particulièrement marqués par l'influence du maitre. L'admiration que lui porte celui-ci le pousse même à collectionner ses dessins et à les annoter de sa main.
La diffusion de ses burins dépasse largement l'aire rhénane.

### En Italie
À Florence dans l'atelier de Domenico Ghirlandaio, les apprentis apprennent les rudiments du dessin en copiant ses burins. Selon Giorgio Vasari, Michel-Ange copie en peinture L'Agression de saint Antoine, tandis que Gherardo di Giovanni del Fora aurait copié sa Crucifixion aux quatre anges. L'étude de ses estampes est aussi de mise dans l'atelier du Pérugin, le maître de Raphaël.

### En Espagne
En Espagne, Maître Bartolomé (es) s'est largement inspiré du Grand Portement de croix de Schongauer pour réaliser le retable de Ciudad Rodrigo.

## Hommages

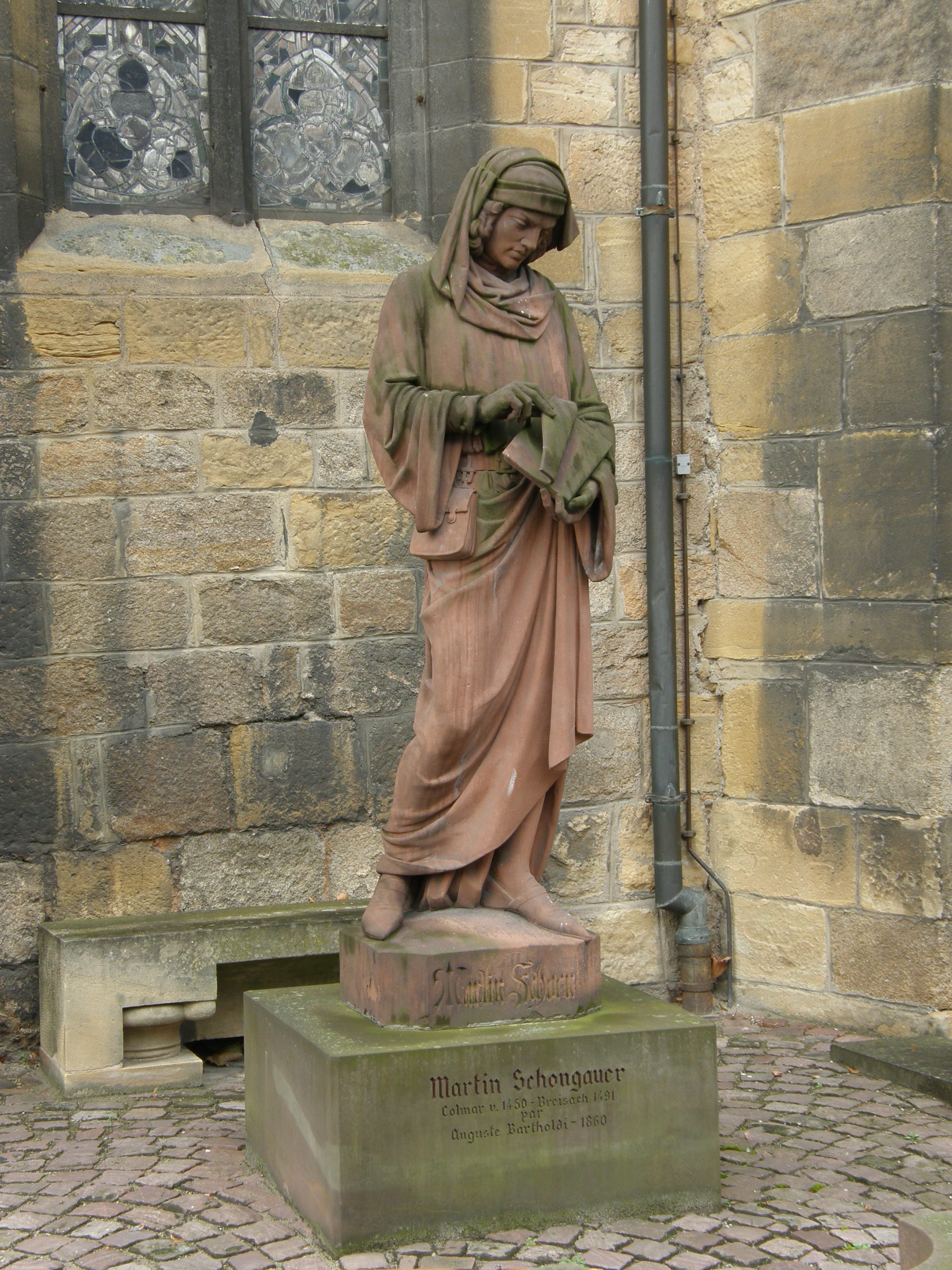
Statue de Martin Schongauer à Colmar, réalisée par Bartholdi entre 1860 et 1863.

### À Colmar
Une statue de Martin Schongauer réalisée par Bartholdi se trouve dans le cloître du Musée Unterlinden de Colmar.
L'association chargée de la gestion du Musée Unterlinden, porte le nom de Société Schongauer.
Après la construction en 1994 d'un nouveau lycée 42 avenue de l'Europe à Colmar, le lycée Camille-Sée, 25 rue Voltaire prend le nom de Martin Schongauer (en forme longue « lycée polyvalent Martin Schongauer ».
Le nouveau lycée devient le lycée Camille-Sée, en forme longue « lycée polyvalent régional Camille-Sée ».

### À Strasbourg
Martin Schongauer figure en médaillon sur l'une des façades de la Bibliothèque nationale et universitaire (Strasbourg) (BNUS), construite par les Allemands à la fin du XIXe siècle.
Un arrêt de tramway de la ligne B de Strasbourg porte également son nom.
Le collège d'Ostwald porte son nom.

## Peintures

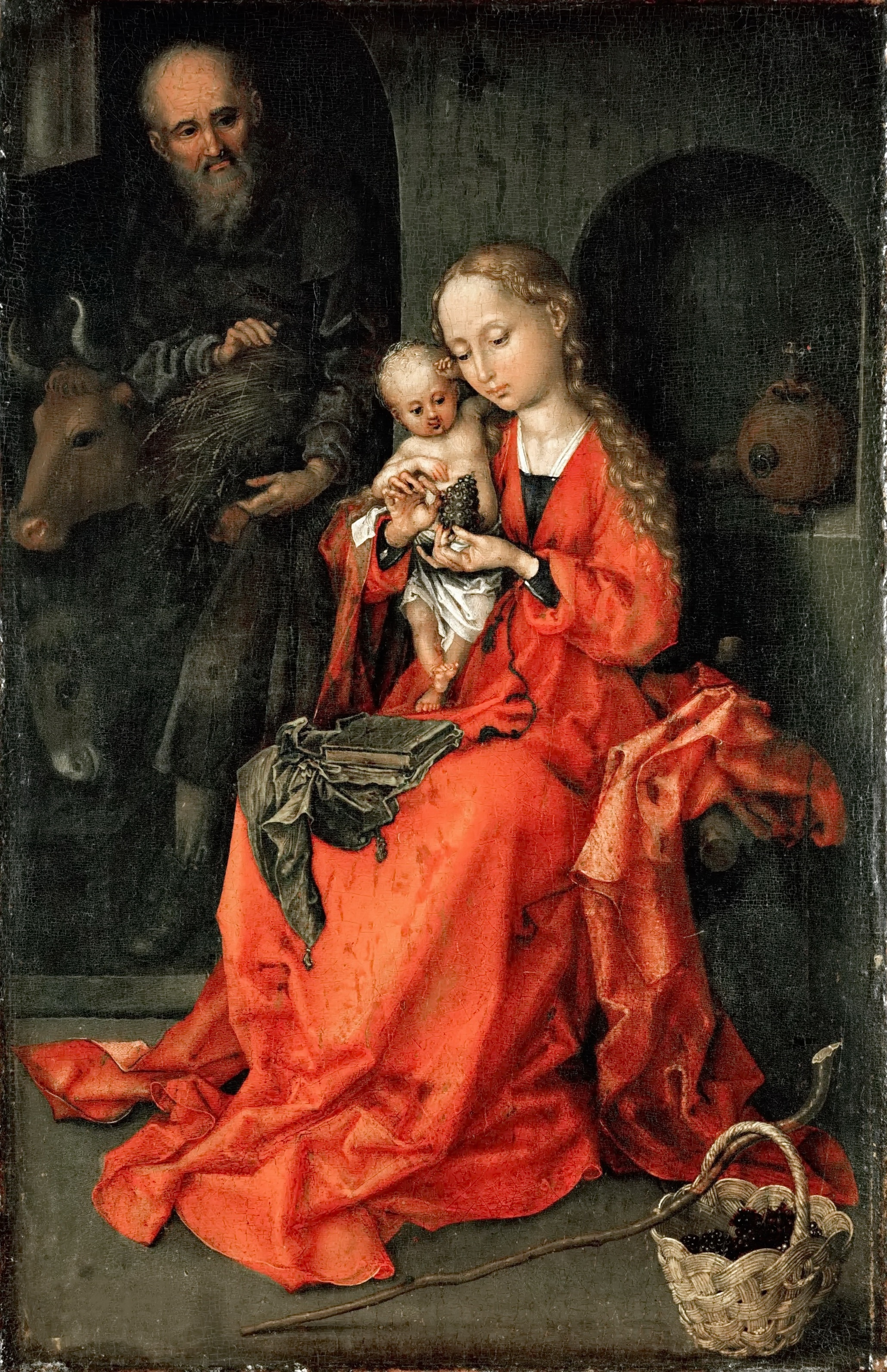
Sainte famille
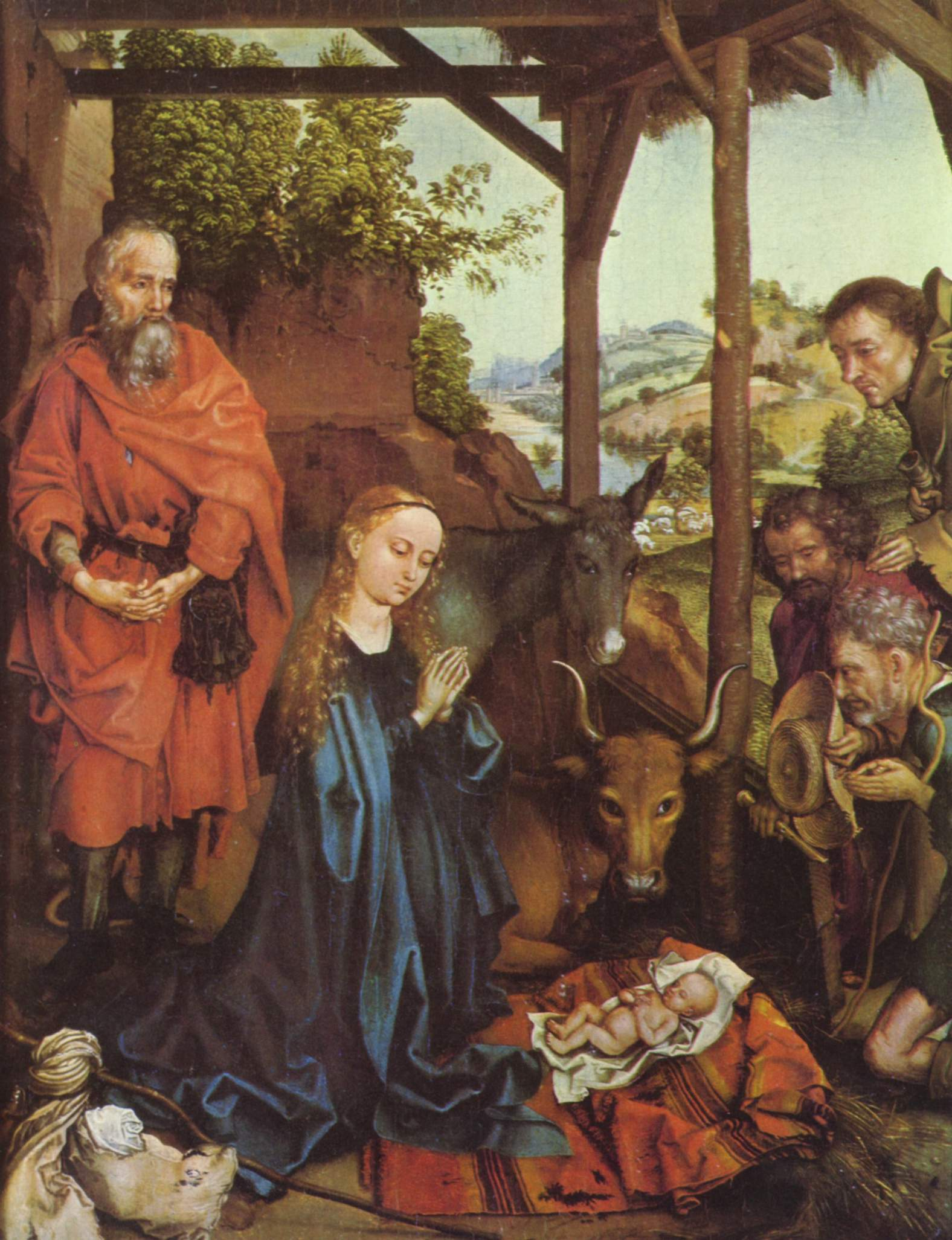
Adoration des bergers
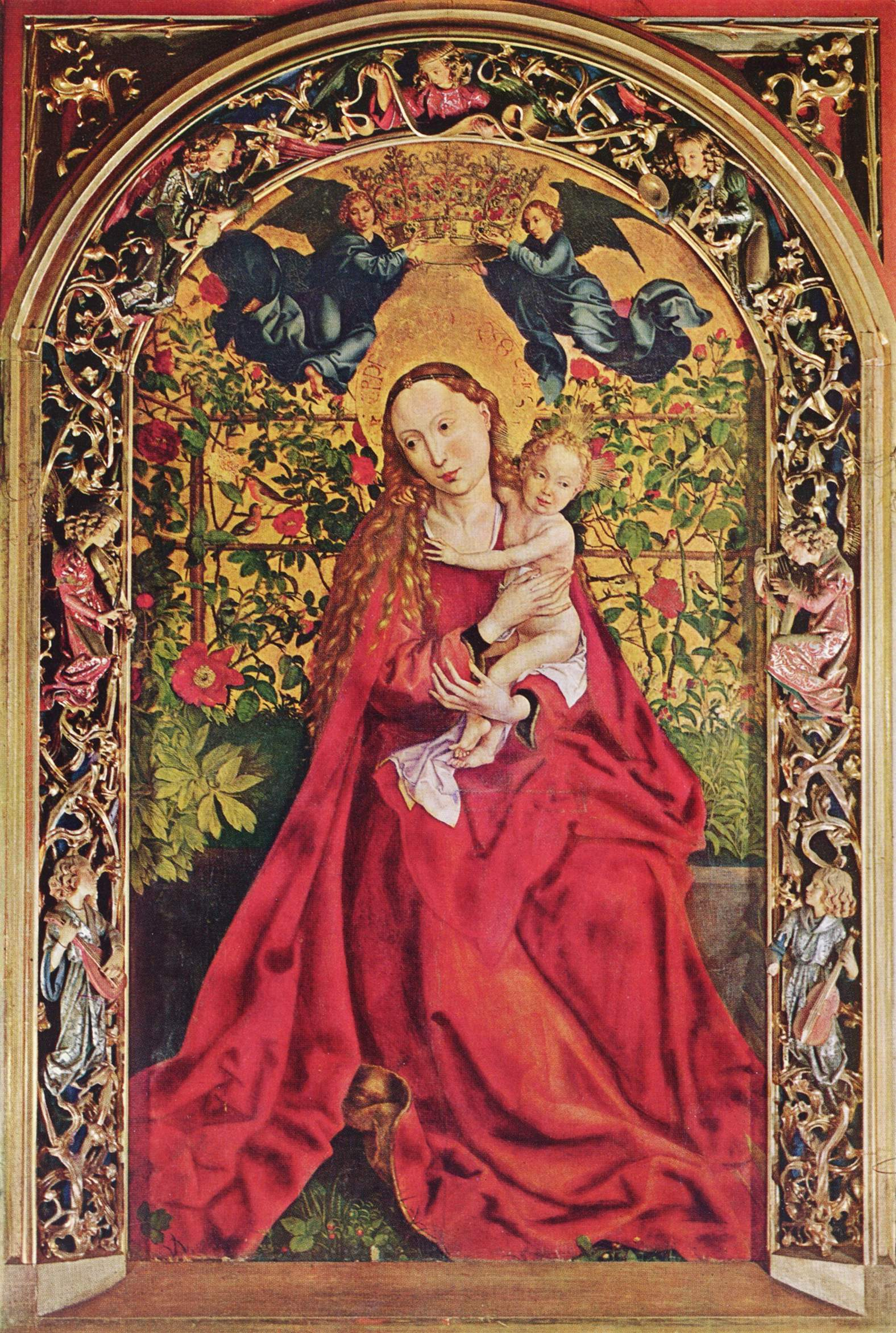
La Vierge au buisson de roses
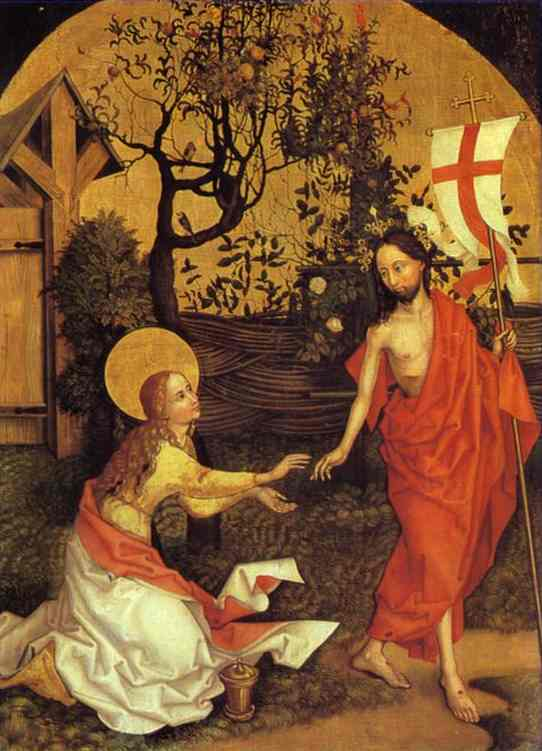
Noli me tangere
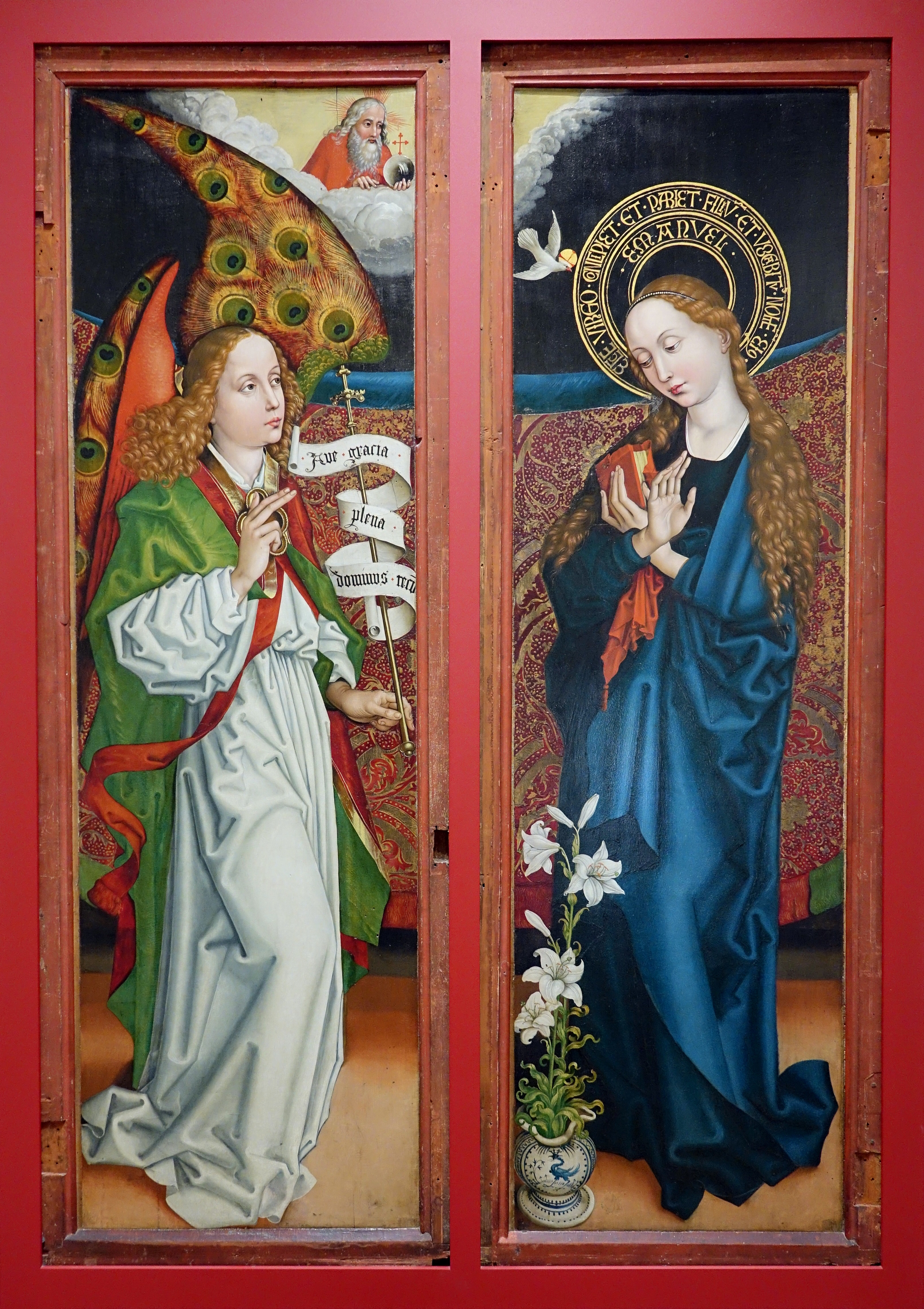
Retable d'Orlier, L'Annonciation
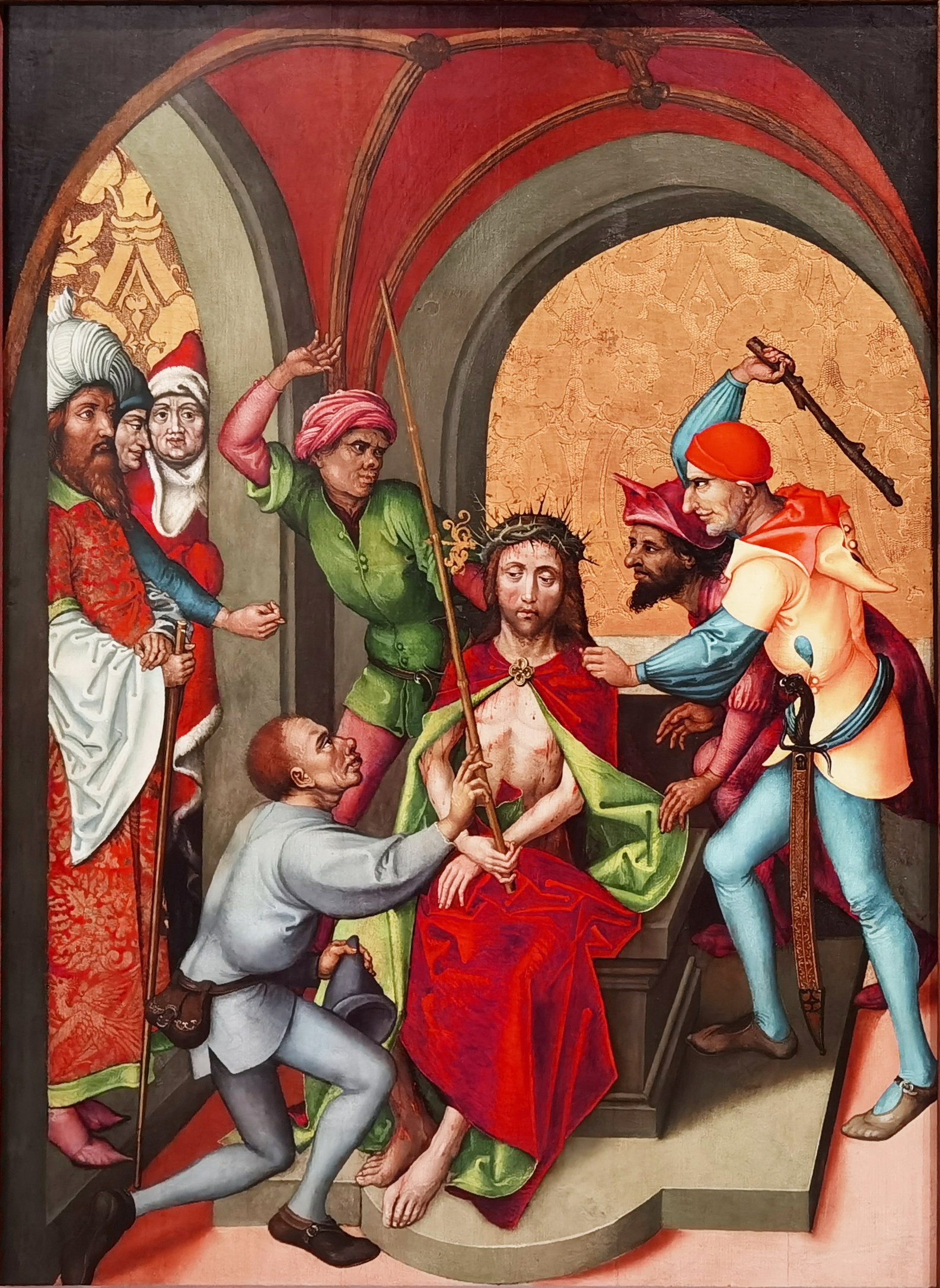
Retable des dominicains, 1480

## Gravures

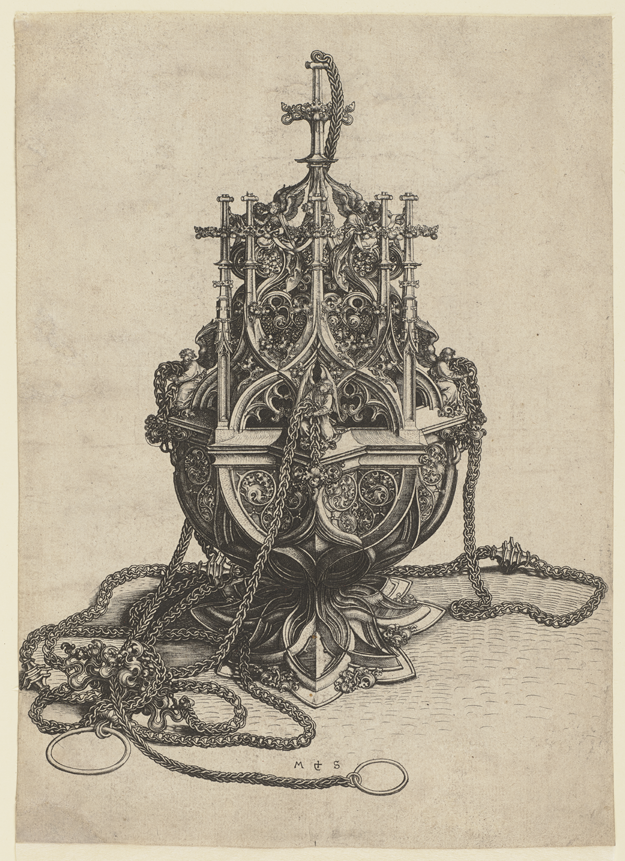
Encensoir, env. 1475
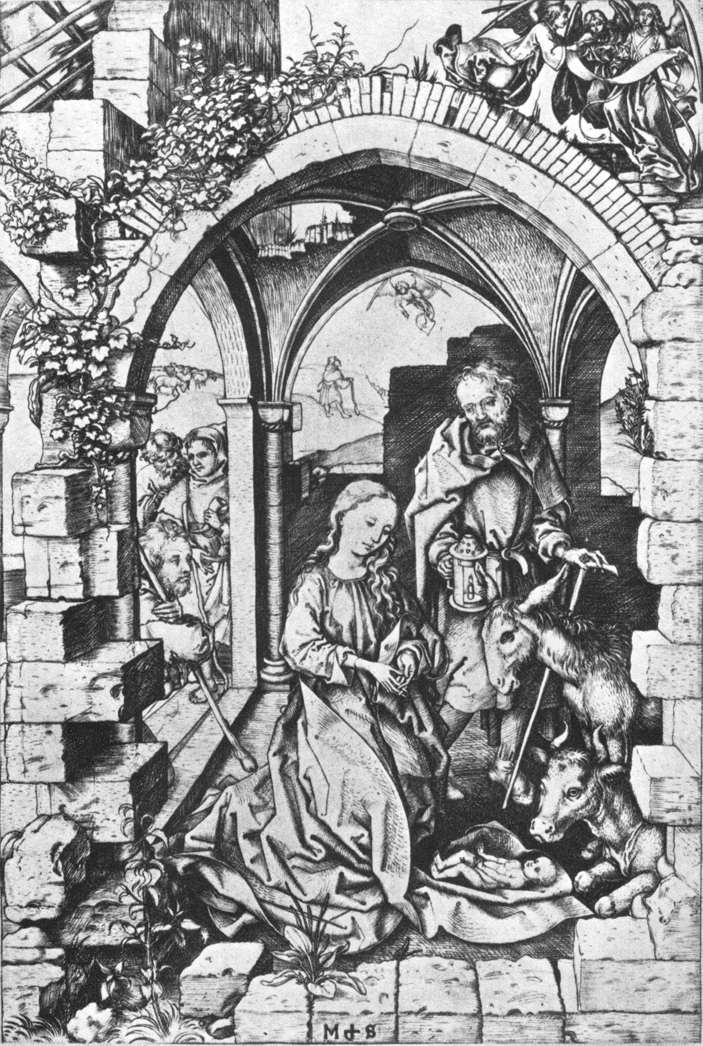
Nativité
L'Ange de l'Annonciation
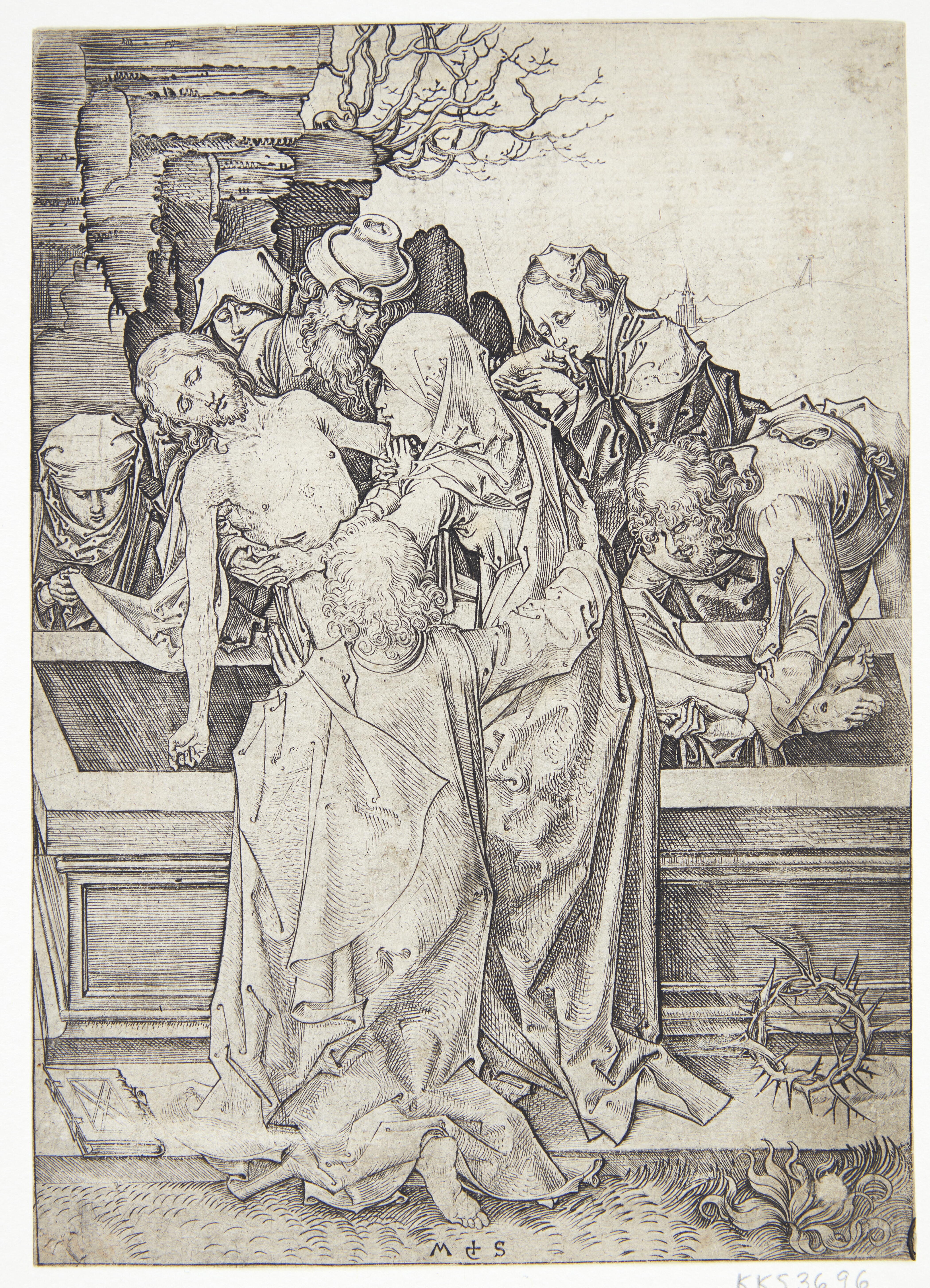
Mise au tombeau
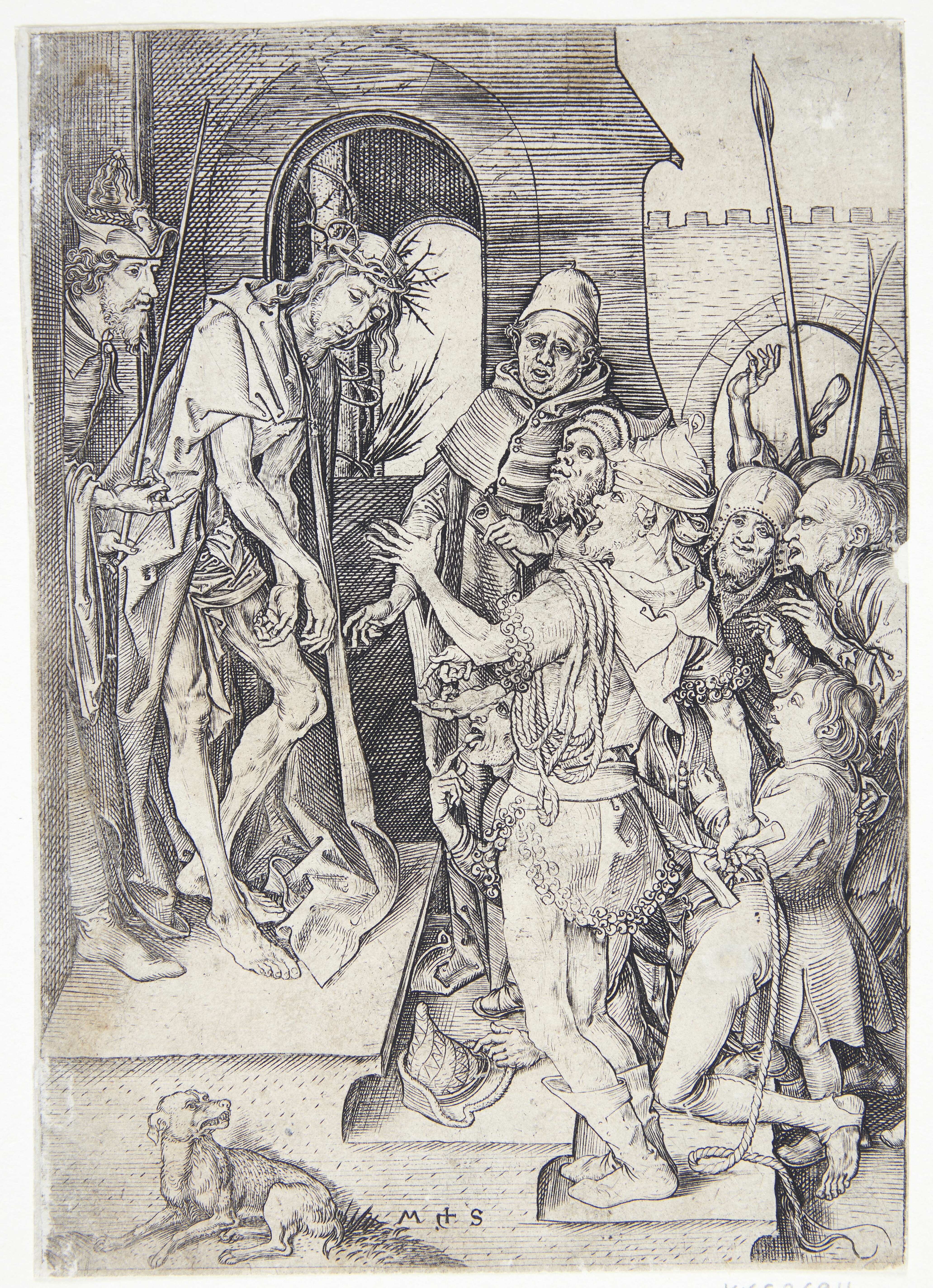
Ecce Homo
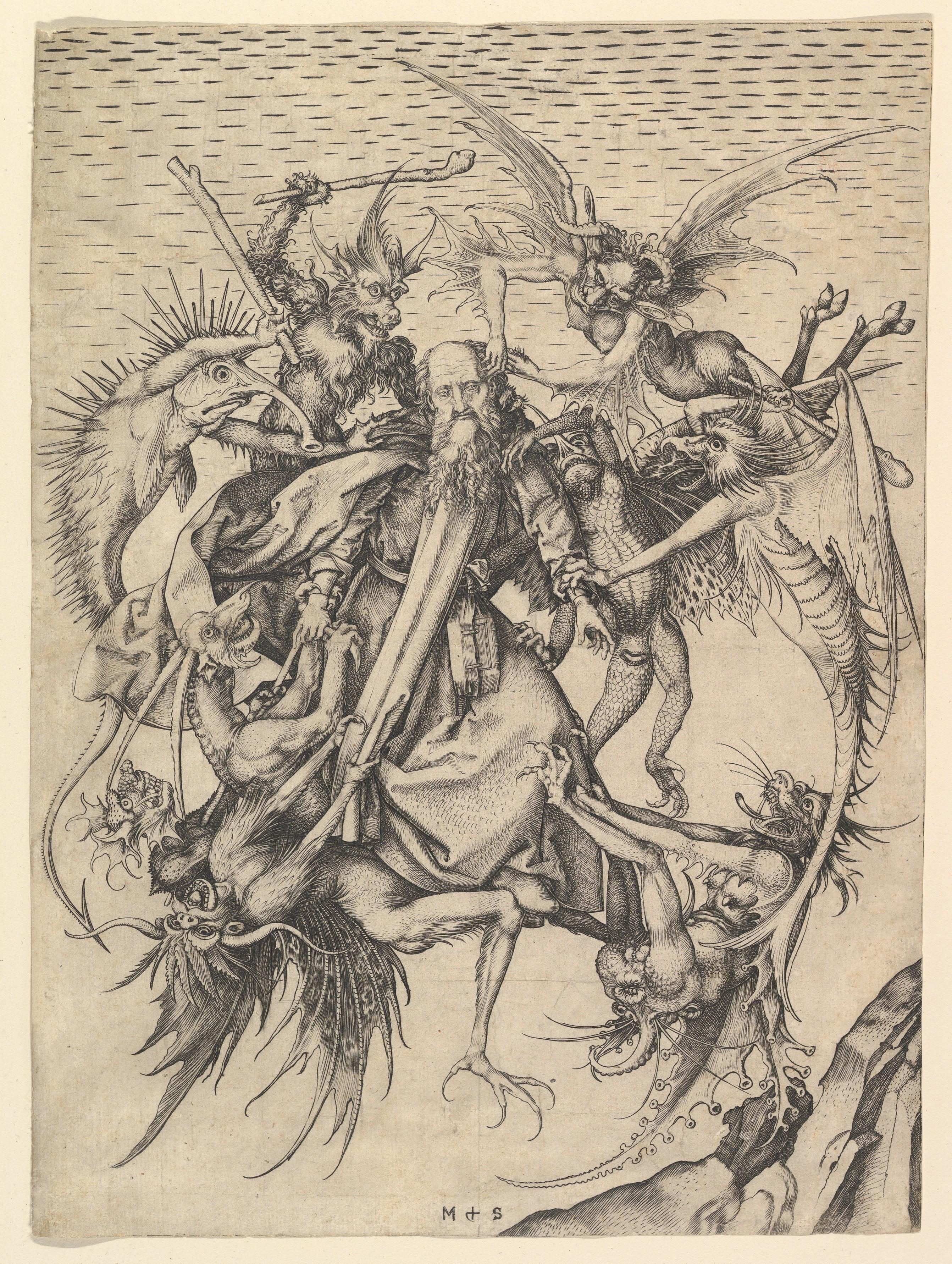
Tentation de saint Antoine

#### Dictionnaires et encyclopédies
- Albert Châtelet, « Martin Schongauer », in Nouveau Dictionnaire de biographie alsacienne, vol. 34, p. 3530

#### Articles et monographies
- André Girodie, Martin Schongauer et l'art du Haut-Rhin au XVe siècle, Paris, Plon-Nourrit, 1911 (lire en ligne)
- Christian Heck, Martin Schongauer, Ingersheim, Ed. SAEP, 1985, 64 p. (ISBN 978-2-85669-121-2)
- Thomas Koch, « Schongauer's Dragon tree », Print Review 5,‎ 1976, p. 115-119
- (de) Stephan Kemperdick, Martin Schongauer. Eine Monographie, Petersberg, Imhof, 2004, 288 p. (ISBN 978-3-937251-33-2)
- (de) Lothar Schmitt, Martin Schongauer und seine Kupferstiche, Weimar, VDG, 2004, 226 p. (ISBN 978-3-89739-372-1)
- (de) Ulrike Heinrichs, Martin Schongauer, Maler und Kupferstecher, Munich, Berlin, Deutscher Kunstverlag, 2007, 527 p. (ISBN 978-3-422-06555-0)
- Pantxika Béguérie-De Paepe et Magali Haas, Schongauer à Colmar, Anvers, Ludion, 2012, 96 p. (ISBN 978-90-5544-858-6)
- Aude Briau, « Face à leur modèle. Les copies gravées d'après La Mort de la Vierge de Martin Schongauer », Les Cahiers d'Histoire de l'Art,‎ 2020, p. 18-33

#### Catalogues d'exposition
- S.R de Bussierre, Martin Schongauer - maître de la gravure rhénane, catalogue de l'exposition du Petit Palais, Paris-Musées, 1991, 272 p.,  (ISBN 2-87900-046-7)
- Mathieu Deldicque et Caroline Vrand (dir.), Albrecht Dürer. Gravure et Renaissance, In Fine éditions d'art et musée Condé, Chantilly, 2022, 288 p. (ISBN 978-2-38203-025-7).

#### Catalogues raisonnés (gravure)
- (de) Carl Heinrich von Heinecken, Neue Nachrichten von Künstlern und Kunstsachen, Dresde, Leipzig, Breitkopf, 1786 (lire en ligne), p. 410-435.
- Adam Bartsch, Le Peintre-Graveur, Vienne, J. V. Degen, 1808, 416 p. (lire en ligne), p. 103-184.
- Johann David Passavant, Le peintre-graveur, vol. 2, Leipzig, 1860, 303 p. (lire en ligne), p. 103-115.
- (de) Max Lehrs, Geschichte und kritischer Katalog des deutschen, niederländischen und französischen Kupferstichs im XV. Jahrhundert, vol. V, t. I : Martin Schongauer und seine Schule, Vienne, 1925, 409 p. (lire en ligne).
- (en) Jane Campbell Hutchison, The Illustrated Bartsch, vol. 8, t. 1 : Martin Schongauer, Ludwig Schongauer and copyists, New York, Abaris Books, 1996 (ISBN 978-0-89835-107-1).
- (en) Lothar Schmitt et Nicholas Stogdon, « Ludwig Schongauer to Martin Schongauer », dans Hollstein, Friedrich W. H., Hollstein's German engravings, etchings and woodcuts 1400 - 1700, vol. 49, Amsterdam, Hertzberger, 1999 (ISBN 978-90-75607-40-6).

#### Œuvres de fiction
- Jean-Marie Stoerkel, L'enfer de Schongauer, Editions du Bastberg, 2016.